# Ana Carriço da Cruz
Ana Carriço da Cruz (29 de septiembre de 1994) es una deportista portuguesa que compite en karate, en la modalidad de kata.
Ganó una medalla de bronce en los Juegos Europeos de Cracovia 2023 y dos medallas de bronce en el Campeonato Europeo de Karate, en los años 2019 y 2021.

## Palmarés internacional
| Juegos Europeos    | Juegos Europeos         | Juegos Europeos   | Juegos Europeos |
| Año                | Lugar                   | Medalla           | Prueba          |
| ------------------ | ----------------------- | ----------------- | --------------- |
| 2023               | Bielsko-Biała (Polonia) | Medalla de bronce | Individual      |
| Campeonato Europeo |                         |                   |                 |
| Año                | Lugar                   | Medalla           | Prueba          |
| 2019               | Guadalajara (España)    | Medalla de bronce | Por equipos     |
| 2021               | Porec (Croacia)         | Medalla de bronce | Por equipos     |